# Llum de les Imatges
La Llum de les Imatges va ser una fundació de la Generalitat Valenciana encarregada de la restauració del patrimoni artístic i cultural valencià. Cada cert temps tria una ciutat per restaurar-ne els edificis més emblemàtics, tot organitzant activitats culturals al voltant de les obres restaurades. La primera edició de les exposicions es va fer l'any 1999. La llei d'Acompanyament dels Pressuposts del 2014 va preveure la seva extinció, que es va fer efectiva el gener de 2015.

## Història[3]
Creada l'any 1999, a iniciativa de la Generalitat Valenciana, La Llum de les Imatges des d'aquest any ha realitzat 9 campanyes de restauració al llarg del País Valencià. A cada una d'aquestes campanyes restauradores de béns mobles i immobles, segueix una exposició temporal en què es mostren, als edificis intervinguts, els béns mobles restaurats.
Fins al moment, la Fundació La Llum de les Imatges ha restaurat 2.680 béns artístics mobles, patrimoni in situ i immobles en 110 poblacions del País Valencià.
La Generalitat Valenciana, mitjançant La Llum de les Imatges, ha invertit més de 93 millions d'euros en aquestes campanyes de recuperació patrimonial, en què han participat 929 restauradors, 159 arquitectes i enginyers, 42 arqueòlegs i més de 500 historiadors.
Les exposicions organitzades per La Llum de les Imatges han estat visitades per més de tres milions i mig de persones i als tallers didàctics organitzats per la Fundació i patrocinats per Bancaixa han participat més de 350.000 usuaris.
La Fundació de la C. V. La Llum de les Imatges la gestiona un Patronat, que és l'òrgan de govern, representació i administració. Els membres del Patronat són la Generalitat Valenciana, l'Arquebisbat de València, la Conselleria de Turisme, Cultura i Esport de la Generalitat Valenciana, el Grup Iberdrola, Bancaixa, la Fundació Generalitat Valenciana-Iberdrola, Radiotelevisió Valenciana (RTVV), els ajuntaments de València, Castelló, Alacant, Sogorb, Oriola, Sant Mateu, Xàtiva, Borriana, Vila-real, Alcoi; les diputacions provincials de Castelló, València i Alacant, i els bisbats de Sogorb-Castelló, d'Oriola-Alacant i de Tortosa.
La Fundació de la C. V. La Llum de les Imatges va rebre el premi Europa Nostra 2009, en la categoria de dedicació a la conservació del patrimoni. El jurat del premi va destacar la labor de la Fundació des de 1999 per l'«enorme quantitat de béns mobles i immobles restaurats» i pel seu treball de difusió mitjançant «els tallers didàctics, les exposicions i les publicacions».

## Exposicions
Exposicions realitzades per La Llum de les Imatges des de 1999:
- «Sublim», València, l'any 1999.
- «Desconeguda, Admirable», Sogorb, l'any 2001.
- «Semblants de la Vida», Oriola, l'any 2003.
- «Paisatges Sagrats», Sant Mateu, Traiguera, Albocàsser, Peníscola, Castellfort, la Pobla de Benifassà, l'any 2005.
- «La Faç de l'Eternitat», Alacant, l'any 2006.
- «Lux Mundi», Xàtiva, l'any 2007.[6]
- «Espais de Llum», Borriana, Castelló de la Plana i Vila-real, l'any 2008.
- «La Glòria del Barroc», València, l'any 2009.[7]
- «Camins d'Art», Alcoi, 2011[8]
- «Pulchra Magistri. L'esplendor del Maestrat a Castelló», Vinaròs, Benicarló, Culla i Catí, 2014[9]